# Oaks Napoli
Gl Oaks Napoli sono stati una squadra di football americano di Napoli. Sono stati fondati nel 1985 e hanno chiuso nel 1992. Hanno partecipato al campionato di primo livello di football americano nel 1988. 

## Dettaglio Stagioni

### Campionato

#### Serie A1
| Stagione | regular season | regular season | regular season | regular season | regular season | regular season | playoff | playoff | playoff | playoff | playoff | playoff   | playoff    |
|          | Vin            | Par            | Per            | Tot            | PF             | PS             | Vin     | Per     | Tot     | PF      | PS      | risultato | avversaria |
| -------- | -------------- | -------------- | -------------- | -------------- | -------------- | -------------- | ------- | ------- | ------- | ------- | ------- | --------- | ---------- |
| 1988     | 0              | 0              | 12             | 12             | 120            | 293            | -       | -       | -       | -       | -       | -         | -          |
| Totale   | 0              | 0              | 12             | 12             | 120            | 293            | -       | -       | -       | -       | -       |           |            |

Fonte: Enciclopedia del Football - A cura di Roberto Mezzetti

#### Serie B (secondo livello)
| Stagione | regular season | regular season | regular season | regular season | regular season | regular season | playoff | playoff | playoff | playoff | playoff | playoff     | playoff      |
|          | Vin            | Par            | Per            | Tot            | PF             | PS             | Vin     | Per     | Tot     | PF      | PS      | risultato   | avversaria   |
| -------- | -------------- | -------------- | -------------- | -------------- | -------------- | -------------- | ------- | ------- | ------- | ------- | ------- | ----------- | ------------ |
| 1987     | 9              | 0              | 1              | 10             | 252            | 66             | 1       | 0       | 1       | 20      | 0       | Co-campioni | Kings Napoli |
| Totale   | 9              | 0              | 1              | 10             | 252            | 66             | 1       | 0       | 1       | 20      | 0       |             |              |

Fonte: Enciclopedia del Football - A cura di Roberto Mezzetti

#### Serie B (terzo livello)/C
| Stagione | regular season | regular season | regular season | regular season | regular season | regular season | playoff | playoff | playoff | playoff | playoff | playoff          | playoff                   |
|          | Vin            | Par            | Per            | Tot            | PF             | PS             | Vin     | Per     | Tot     | PF      | PS      | risultato        | avversaria                |
| -------- | -------------- | -------------- | -------------- | -------------- | -------------- | -------------- | ------- | ------- | ------- | ------- | ------- | ---------------- | ------------------------- |
| 1986     | 7              | 0              | 1              | 8              | 330            | 39             | 0       | 1       | 1       | 16      | 30      | Quarti di finale | Elephants Catania         |
| 1989     | 5              | 0              | 3              | 8              | 170            | 107            | -       | -       | -       | -       | -       | -                | -                         |
| 1990     | 2              | 0              | 6              | 8              | 136            | 189            | -       | -       | -       | -       | -       | -                | -                         |
| 1991     | 4              | 1              | 5              | 10             | 172            | 114            | -       | -       | -       | -       | -       | -                | -                         |
| 1992     | 7              | 0              | 0              | 7              | 234            | 46             | 1       | 1       | 2       | 60      | 47      | Semifinale       | Cavalieri Castelli Romani |
| Totale   | 25             | 1              | 15             | 41             | 1042           | 495            | 1       | 2       | 3       | 76      | 77      |                  |                           |

Fonte: Enciclopedia del Football - A cura di Roberto Mezzetti

### Riepilogo fasi finali disputate
| Anno | Luogo  | Evento  | Fase del torneo       | Incontro                                | Risultato |
| 1986 | Napoli | C Bowl  | Quarti di finale      | Oaks Napoli - Elephants Catania         | 16 - 30   |
| 1987 | Napoli | Serie B | Secondo turno playoff | Oaks Napoli - Kings Napoli              | 20 - 0    |
| 1992 | ?      | B Bowl  | Secondo turno playoff | Cavalieri Castelli Romani – Oaks Napoli | 41 - 16   |